# Giacinto Placido Zurla
Giacinto Placido Zurla, O.S.B., italijanski rimskokatoliški duhovnik, škof in kardinal, * 2. april 1769, Legnago, † 29. oktober 1834.

## Življenjepis
10. marca 1823 je bil izvoljen za kardinala v srcu, 16. maja 1823 pa razglašen za kardinala-duhovnika pri Svetem Križu v Jeruzalemu.
13. januarja 1824 je bil imenovan za naslovnega nadškofa Edesse; 18. januarja istega leta je prejel škofovsko posvečenje.
3. julija 1830 je bil imenovan za prefekta Kongregacije za študije.
Umrl je 29. oktobra 1834.